# Marcos Zambrano
Marcos Alberto Zambrano Delgado (Guayaquil, 20 de enero de 2005) es un futbolista ecuatoriano, naturalizado estadounidense, que juega en la demarcación de delantero en el Real Salt Lake de la Major League Soccer.

## Trayectoria
Zambrano nació en Guayaquil, Ecuador. Se incorporó a la academia del Philadelphia Union junto a su hermano Mateo a principios de 2021, tras haber estado esperando desde otoño de 2020 la autorización de la Federación estadounidense. Los hermanos poseían pasaporte estadounidense a través de su padre, nacido en Nueva York.
Zambrano jugó en la selección sub-17 del Philadelphia Union, que ganó la MLS Next Cup en 2021-2022. En agosto de 2022, Zambrano marcó para la Conferencia Este en el partido inaugural del MLS Next All-Star Game. En enero de 2023 fichó por la cantera del Benfica.
El 21 de enero de 2024, Zambrano dejó el Benfica y firmó un contrato hasta 2027 con el Vitória de Guimarães, incorporándose inicialmente al la cantera del club, que competía en el Campeonato de Portugal.

## Selección nacional

### Categorías inferiores
Marcos jugó en las selecciones sub-15 y sub-17 de Ecuador, pero cambió su nacionalidad a Estados Unidos y fue convocado para la selección sub-19 de ese país. En octubre de 2022, Zambrano fue convocado por la selección sub-20 de Estados Unidos.

#### Participaciones en el Campeonato Sub-20 de la Concacaf
| Campeonato                               | Sede   | Resultado  | Partidos | Goles |
| ---------------------------------------- | ------ | ---------- | -------- | ----- |
| Campeonato Sub-20 de la Concacaf de 2024 | México | Subcampeón | 5        | 2     |

#### Participaciones en Copas del Mundo
| Campeonato                  | Sede  | Resultado   | Partidos | Goles |
| --------------------------- | ----- | ----------- | -------- | ----- |
| Copa Mundial Sub-20 de 2025 | Chile | por definir | 0        | 0     |

## Clubes
| Club                     | País           | Año           |
| ------------------------ | -------------- | ------------- |
| S. L. Benfica "B"        | Portugal       | 2023-2024     |
| Vitória de Guimarães "B" | Portugal       | 2024-2025     |
| Real Salt Lake           | Estados Unidos | 2025-presente |
| Real Monarchs            | Estados Unidos | 2025-presente |